# 桃花潭酒
桃花潭酒是安徽泾县出产的一种白酒，源于1954年当地于旧糟坊基础上成立的国营泾县酒厂。泾县当地酿酒历史悠久，但有文字记载并最出名者为唐朝天宝年间的万家酒店：至755年时酒店因县令汪伦邀李白来游泾县而闻名。桃花潭酒为以高粱、大米、糯米、玉米、小麦为原料，经双轮发酵和低温窖藏等传统工艺酿成的浓香型白酒。1980年时任外交部副部长韩念龙率30多个国家的来华使节途经泾县时，饮用了“桃花潭酒”后作诗“桃花潭酒其味无穷，恨无李白一饮千盅”，2001年江泽民来泾视察时，在泾川宾馆饮用桃花潭酒后连声称“好”，并且在安徽期间一直饮用此酒。2004年中央政治局常委李长春来泾县视察也品尝了桃花潭酒，并给予了高度的称赞。